# Jessie Colón
Jessie Colón (Utuado, 20 settembre 1984) è un pallavolista portoricano, centrale dei Cafeteros de Yauco.

## Biografia
Il 29 dicembre 2019 sposa la pallavolista Raymariely Santos.

## Carriera

### Club
La carriera di Jessie Colón inizia a livello scolastico, prima di giocare a livello universitario col Colegio de la Montaña. Fa il suo debutto nella pallavolo professionistica nella stagione 2007, disputando per la prima volta la Liga de Voleibol Superior Masculino coi Gigantes de Adjuntas, dove gioca anche nella stagione seguente.
Nel campionato 2009-10 segue il trasferimento della sua franchigia ai Caribes de San Sebastián, giocandovi per due annate, prima di passare nel campionato 2011-12 ai Patriotas de Lares sempre per due annate.
Dopo la cessione del titolo dei Patriotas de Lares, segue nuovamente lo spostamento della franchigia, tornando a vestire la maglia dei Caribes de San Sebastián nella stagione 2013-14, per poi tornare in prestito, in seguito al ritiro dal campionato della sua franchigia, ai rifondati Patriotas de Lares nella stagione seguente.
Nel campionato 2015 torna a vestire la maglia dei Caribes de San Sebastián. Nel campionato seguente viene ingaggiato dagli Indios de Mayagüez, dove resta due annate, prima di tornare nel campionato 2018 ai Gigantes de Adjuntas. Nella Liga de Voleibol Superior Masculino 2019 gioca nuovamente con gli Indios de Mayagüez. Dopo un periodo di inattività, torna in campo giocando per la prima volta all'estero e approdando negli Stati Uniti d'America per partecipare alla NVA 2021 coi Dallas Tornadoes, facendo poi ritorna alla franchigia di Mayagüez per la Liga de Voleibol Superior Masculino 2021, lasciandola però nel corso dell'annata seguente, quando approda ai Cafeteros de Yauco, venendo poi inserito nello All-Star Team del torneo.

### Nazionale
Nel 2014 debutta inoltre nella nazionale portoricana, vincendo la medaglia d'argento ai XXII Giochi centramericani e caraibici, conquistando poi l'oro nell'edizione successiva del torneo.

## Palmarès

### Nazionale (competizioni minori)
- Giochi centramericani e caraibici 2014
- Giochi centramericani e caraibici 2018

### Premi individuali
- 2014 - Liga de Voleibol Superior Masculino: All-Star Team
- 2014 - Liga de Voleibol Superior Masculino: All-Star Team
- 2015 - Liga de Voleibol Superior Masculino: All-Star Team
- 2022 - Liga de Voleibol Superior Masculino: All-Star Team